# Ampilly-le-Sec
Ampilly-le-Sec település Franciaországban, Côte-d’Or megyében. Lakosainak száma 329 fő (2022. január 1.). Ampilly-le-Sec Sainte-Colombe-sur-Seine, Coulmier-le-Sec, Balot, Buncey, Cérilly, Chamesson és Nesle-et-Massoult községekkel határos.

## Népesség
A település népességének változása:
| Lakosok száma | 333  | 384  | 424  | 373  | 368  | 364  | 348  | 344  | 343  | 329  |
|               | 1968 | 1982 | 1990 | 2006 | 2013 | 2015 | 2017 | 2019 | 2020 | 2022 |